# Les Verts de Slovénie
Les Verts de Slovénie (en slovène : Zeleni Slovenije, ZS) sont un parti politique slovène fondé le 11 juin 1989 à Mostec  (district de Šiška à Ljubljana. Pour les élections législatives de 2018, le parti prend le nom de « Andrej Čuš et Zeleni Slovenije », mais reprend son nom d'origine après les élections.
Le président des Verts de Slovénie est actuellement Andrej Čuš (sl).

## Présentation
Les Verts de Slovénie ne font pas partie du Parti vert européen.